# Movimiento Nacional para la Estabilidad y el Progreso
El Movimiento Nacional para la Estabilidad y el Progreso (en búlgaro: Национално движение за стабилност и възход, Nacionalno dviženie za stabilnost i vǎzhod) es un partido político búlgaro liderado por Simeón de Sajonia-Coburgo Gotha (Simeón Borisov Saxkoburggotski o Simeón II), antiguo rey de ese país destronado en 1946. 
Este partido concurrió a las elecciones legislativas de junio de 2001 con el nombre de Movimiento Nacional Simeón II, obteniendo una amplia mayoría que llevó a su líder, Simeón II, a ocupar durante cuatro años el cargo de primer ministro de Bulgaria. 
En 2005 el Movimiento Nacional Simeón II fue el segundo partido más votado formando parte junto con el Partido Socialista y la minoría turca de la actual coalición de gobierno.
De hecho, el partido de Simeón II no deja de mostrar futuras expectativas de Restauración monárquica en Bulgaria, dado que el Rey no renunció a sus legítimos derechos a la Corona cuando sufrió el exilio.
Pertenece a la Internacional Liberal y a Partido Europeo Liberal Demócrata Reformista, por lo que sus europarlamentarios se inscriben en el grupo Alianza de los Demócratas y Liberales por Europa.

## Resultados electorales

### Asamblea Nacional de Bulgaria
| Elecciones | Asamblea nacional | Asamblea nacional | Asamblea nacional | Asamblea nacional | Posición           |
| Elecciones | # de votos        | % de votos        | # de de escaños   | +/–               | Posición           |
| ---------- | ----------------- | ----------------- | ----------------- | ----------------- | ------------------ |
| 2001       | 1.952.513         | 42,74% (#1)       | 120/240           |                   | En el gobierno     |
| 2005       | 725.314           | 19,88% (#2)       | 53/240            | 67                | En el gobierno     |
| 2009       | 127.470           | 3,02% (#8)        | 0/240             | 53                | Extraparlamentario |
| 2013       | No participó      | No participó      | No participó      | No participó      | No participó       |
| 2014       | 7.917             | 0,24% (#17)       | 0/240             |                   | Extraparlamentario |
| 2017-2022  | No participó      | No participó      | No participó      | No participó      | No participó       |
| 2023       | 6.759             | 0,27% (#13)       | 0/240             |                   | Extraparlamentario |